# Selfixhe Ciu
Selfixhe Ciu (Selfixhe Broja depuis son mariage) est une écrivaine albanaise née en 1918 à Gjirokastër et morte en 2003.

## Biographie
Selfixhe Ciu naît à Gjirokastër en 1918. Elle a trois sœurs et un frère.
Elle étudie la littérature à Florence.
Elle publie son premier poème en 1935.
Elle prend le nom de Selfixhe Broja lors de son mariage avec Xhemal Broja, avec qui elle a deux filles (Sashenka, née en 1944 et Meri, née en 1951).
Elle meurt en 2003.